# Холтхёйс, Липке Бейделей
Липке Бейделей Холтхёйс (нидерл. Lipke Bijdeley Holthuis, 21 апреля 1921, Проболинго, Индонезия — 7 марта 2008, Лейден) — нидерландский карцинолог, историк биологии.

## Биография
Липке Холтхёйс родился Проболинго в Восточной Яве в семье школьного учителя Барнарда Яна Холтхёйса (нидерл. Barnard Jan Holthuis, 1881—1961) и Нелтье бей де Лей (нидерл. Neeltje bij de Lei, 1891—1976), которая также до замужества преподавала в школе. В 1928 семья вернулась в Нидерланды и до 1937 года проживала в Гааге.
В 1937 году Холтхёйс поступил в Лейденский университет и успел окончить обучение в ноябре 1941 года за несколько дней до закрытия учебного заведения ввиду военного положения. В 1946 году под руководством Хилбранда Бошмы защитил докторскую диссертацию по десятиногим ракам, собранным первой экспедицией исследовательского судна «Снеллиус» (англ. The Decapoda Macrura of the Snellius Expedition I), после чего получил пост ассистента куратора в Национальном музее естественной истории в Лейдене. Холтхёйс проработал в музее до весны 1986 года. С 1941 по 2008 год он выпустил 617 печатных работ общим объёмом около 20 тысяч страниц. Заметное положение в сфере его интересов занимали ракообразные Японии.